# دایلان پیج (دوچرخه‌سوار)
دایلان پیج (انگلیسی: Dylan Page؛ زادهٔ ۵ نوامبر ۱۹۹۳) دوچرخه‌سوار اهل سوئیس است.
از باشگاه‌هایی که در آن بازی کرده‌است می‌توان به روت–آکروس و کاخا رورال-سگوروس رخا اشاره کرد.